# Keith Arkell

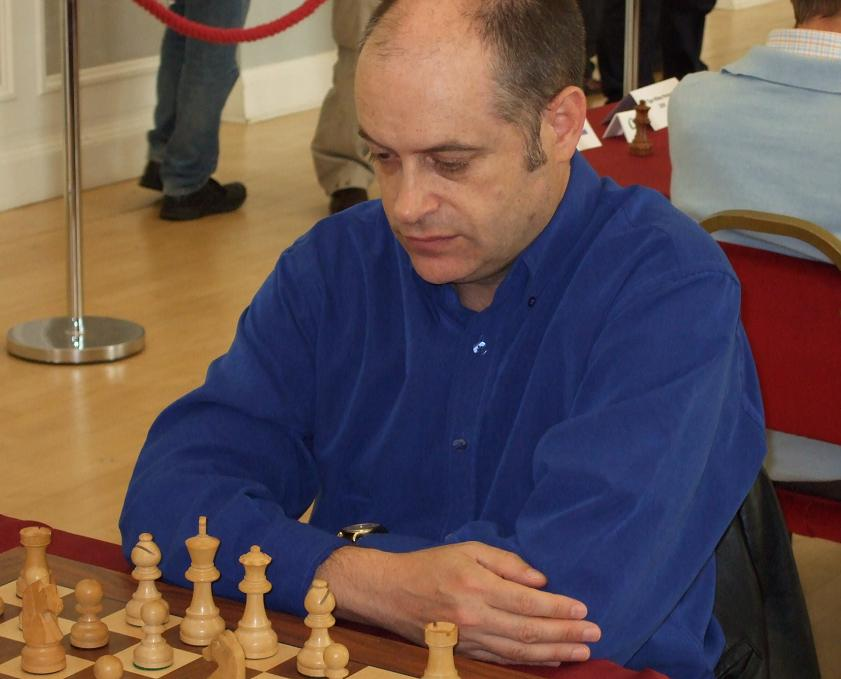
Keith Arkell in 2008

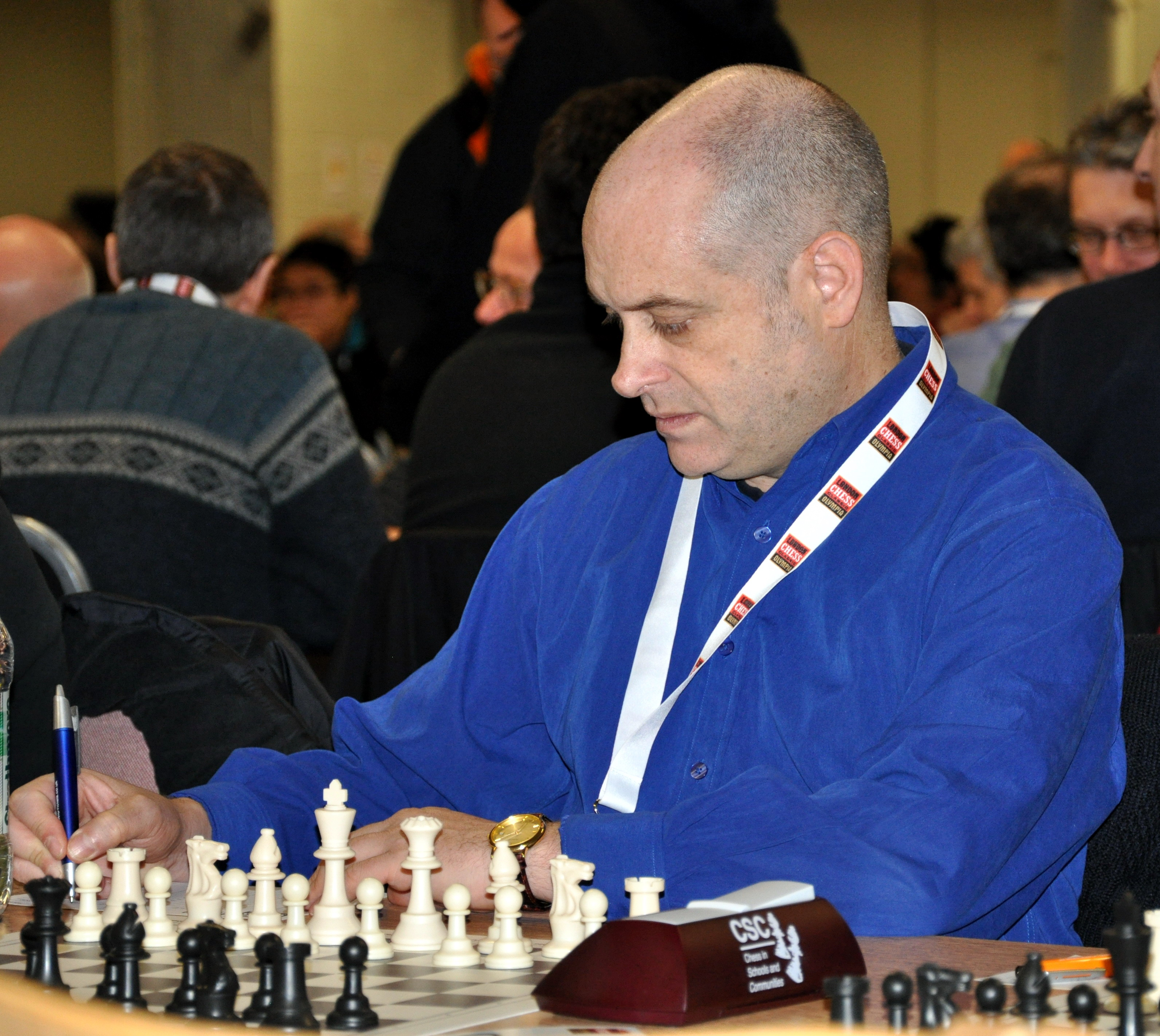
Keith Arkell in 2010

Keith Arkell (Birmingham, 8 januari 1961) is een Britse schaker. Hij is een FIDE grootmeester (GM). Hij won in 2008 het kampioenschap van Engeland. In 2014 was hij Europees Seniorkampioen (50+), en eindigde op een gedeelde eerste plaats op het Wereldkampioenschap voor Senioren (50+), via tie-break werd hij tweede.  
Keith Arkell leerde op 13-jarige leeftijd schaken. Zijn broer Nicholas was ook een sterke speler. 

## Belangrijkste resultaten
- In 1985 verleende de FIDE hem de titel Internationaal Meester.
- In 1995 werd hij grootmeester. De hiervoor benodigde normen had hij behaald in 1990 in Oostende, in 1993 in Parthenay en in 1995 in de slotronde van de Franse competitie voor schaakverenigingen.[2]
- In juli 1996 bereikte zijn Elo-rating de waarde 2545.
- In 1998 won hij het Brits kampioenschap rapidschaak.
- In 2001 werd hij gedeeld tweede op het Brits schaakkampioenschap.
- In 2002 won hij het Wroxham Masters-toernooi.[3]
- In 2002 werd hij gedeeld tweede op het toernooi in Montpellier.
- Op het toernooi in Gausdal in 2002 won hij van de grootmeesters Stelios Halkias, Vasilios Kotronias en de opkomende schaker Magnus Carlsen, en eindigde als vierde, slechts een half punt achter de gedeelde 1e–3e plaats.[4]
- Op de Speler van het jaar awards, uitgereikt door de Britse Schaakfederatie, was hij in 2002 nummer drie en in 2003 nummer twee.
- In het Hogeschool-toernooi 2003 in Vlissingen eindigde Keith Arkell op de zesde plaats.
- Op het Hastings-toernooi van 2002/3 eindigde Keith Arkell op een gedeelde tweede plaats.
- Op het Hastings-toernooi van 2004 eindigde Keith Arkell samen met Pendyala Harikrishna op de tweede plaats met 5.5 pt. uit 9. Peter-Heine Nielsen werd met 6 pt. uit 9 eerste.
- In april 2004 werd het Coventry Chess International door Roland Berzinsh, uit Letland, gewonnen. Keith Arkell eindigde op de vierde plaats.
- In 2007/2008 won hij ook, ongedeeld of gedeeld, op de beroemde Marshall Chess Club in Manhattan; in Saratoga Springs; en op het Blackstone Open, nabij Boston.
- In 2008 werd hij 9e op het Foxwoods Open in Connecticut, waar hij met 6 pt. uit 9, een punt lager eindigde dan de winnaar Alexander Shabalov.[5]
- In 2008 werd hij op het Brits kampioenschap rapidschaak na play-off tweede achter Stuart Conquest.
- Later in 2008 won hij het Wellington College International Open met 7½ pt. uit 9, voor GM Nick Pert (7 pt. uit 9).
- In 2008 nam hij deel aan een toernooi in Barbados, waar hij tweede werd bij de Heroes Day Cup, met 7½ pt. uit 9. Volgens de organisatie was dit het sterkste toernooi ooit gehouden in de Engelssprekende landen binnen het Caribisch gebied.[6]
- In 2014 werd Arkell in Porto Europees seniorenkampioen in de leeftijdsklasse 50+.
- Op het wereldkampioenschap voor senioren in 2014 in Katerini, werd Arkell met 8.5 pt. uit 11 gedeeld eerste in de categorie 50+. In de tiebreak verloor hij van Zurab Sturua.[7]
- In 2015 werd Arkell gedeeld eerste op het Wenen Open, met de score 7.5 pt. uit 9. Het toernooi had 465 deelnemers, waarvan er 138 een titel hadden. Via de tie-break werd hij tweede.[8]
- In 2021 won hij het Britse online kampioenschap met 7.5 pt. uit 9, een punt hoger dan de volgers Michael Adams en Bogdan Lalic.

## Boeken
- In 2012 kwam zijn autobiografie Arkell’s Odyssey uit, uitgever Keverel Chess Books (ISBN 9780953132164).
- In 2020 schreef hij een tweede boek, Arkell's Endings, uitgever GingerGM.

## Speelstijl
Met de witte stukken kiest Arkell vaak voor de damepionopening. Met zwart beantwoordt hij 1.d4 meestal met de Nimzo-Indische verdediging en op 1.e4 reageert hij met de Caro-Kann verdediging of de Franse verdediging.  Bij het hanteren van de Caro-Kann verdediging is hij een van de zeer weinige grootmeesters die regelmatig de volgende variant spelen: 1.e4 c6 2.d4 d5 3.e5 c5!?. Het toonaangevende schaakmagazine New in Chess noemde dit de "Arkell-Khenkin" variant. 
 
Hij wordt gezien als een schaker met uitzonderlijke vaardigheid in het eindspel.
In een interview uit 2009 met de Streatham and Brixton Chess Club, stelt Arkell dat de precisie die noodzakelijk is in lange winstpartijen, zoals toegepast door Ulf Andersson en Anatoli Karpov de hoogste vorm van schaken is, en dat hij jarenlang zich er niet van bewust was dat de meerderheid van de schakers zijn enthousiasme hiervoor niet deelde. In hetzelfde interview beklaagt hij zich erover dat zijn reputatie voor het tot de laatste zet proberen een partij te winnen in het weekendcircuit in Groot-Brittannië, teneinde een bestaan als professioneel schaker in stand te houden, negatieve invloed heeft gehad op de verslaggeving over zijn resultaten door schaakjournalisten en zijn kansen om geselecteerd te worden in het Engelse nationale team verkleinde, doordat het zijn prestaties in internationale toernooien overschaduwde. 

## Persoonlijk leven
Keith Arkell was van 1986 to 1993 getrouwd met grootmeester bij de vrouwen (WGM) en Internationaal Meester (IM) Susan Lalic. 

## Verenigingen
Arkell speelde in de Britse Four Nations Chess League in seizoen 1993/94 bij North West Eagles, in seizoen 1994/95 bij Slough en van 1995 tot 2000 bij de Midland Monarchs (in 1998 van naam gewijzigd in Bigwood), waarmee hij in 1997 en in 1998 kampioen werd. Van 2000 tot 2002 speelde hij bij White Rose, in seizoen 2003/04 bij 3Cs, van 2005 tot 2007 bij Hilsmark Kingfisher en sinds 2010 bij Cheddleton.
 
In Frankrijk speelde hij tot 2002 bij Nancy Échecs.
Keith Arkell nam 7 keer deel aan de European Club Cup: in 1984 met de Rugby Chess Club, in 1995 en 1996 met de Slough Chess Club, in 2000 met Nancy Échecs, in 2006 en 2007 met Hilsmark Kingfisher en in 2015 met Cheddleton.